# Enrico Beruschi
Enrico Beruschi (ur. 5 września 1941 w Mediolanie) – włoski aktor i piosenkarz kabaretowy.

## Filmografia
- 1987- Montecarlo Gran Casinò
- 1979- Dzikie łoża
- 1977- Szaleństwo małego człowieka